# Trans-AMA
El campionat Trans-AMA de motocròs (Trans-AMA Series) va ser un torneig creat per la American Motorcyclist Association (AMA) durant els anys 70, amb la idea de promocionar aquest esport als EUA i que servís d'escola de pilotatge d'alt nivell per als pilots americans, que aleshores encara no participaven en el Campionat del Món i, per tant, mancaven de l'experiència dels pilots europeus. El campionat prengué el relleu de l'anterior Inter-AM, torneig de similars característiques creat el 1967 per l'importador de Husqvarna als EUA, Edison Dye.

## Breu història
El campionat estava reservat als millors corredors nord-americans i als pilots més destacats del Campionat del Món de motocròs de la FIM, que hi eren convidats personalment, i es disputava per tots els EUA un cop acabada la temporada internacional, a la tardor. La primera edició es feu un combinat de fórmules de motor de 250 i 500 cc (quatre curses de cadascuna) i d'ençà de la segona, el 1971, la Trans-AMA es restringí a la categoria de 500 cc i s'instaurà la Inter-AMA, torneig estiuenc d'idèntiques característiques reservat a la categoria dels 250 cc, que durà fins al 1975.
Les dues primeres edicions, 1970 i 1971, es va considerar el millor pilot nord-americà del torneig com a campió absolut dels EUA. El primer nord-americà a encapçalar provisionalment la classificació la Trans-AMA fou Jim Pomeroy, amb Bultaco, en guanyar la primera prova de la temporada de 1975, celebrada a Gainesville (Geòrgia).
Després de 1978 la competició va ser anomenada Trans-USA, però hi havia menys participants europeus.

## Campions de la Trans-AMA i la Inter-AMA
| Edició | Any  | Trans-AMA (250 i 500cc) | Trans-AMA (250 i 500cc) |                   |                   |
| Edició | Any  | Campió                  | Motocicleta             |                   |                   |
| ------ | ---- | ----------------------- | ----------------------- | ----------------- | ----------------- |
| I      | 1970 | Dave Nicoll             | BSA                     | -                 | -                 |
|        |      | Trans-AMA (500cc)       | Trans-AMA (500cc)       | Inter-AMA (250cc) | Inter-AMA (250cc) |
| II     | 1971 | Sylvain Geboers         | Suzuki                  | Vlastimil Valek   | ČZ                |
| III    | 1972 | Åke Jonsson             | Maico                   | Gary Jones        | Yamaha            |
| IV     | 1973 | Adolf Weil              | Maico                   | Heikki Mikkola    | Husqvarna         |
| V      | 1974 | Roger De Coster         | Suzuki                  | Zdenek Velky      | ČZ                |
| VI     | 1975 | Roger De Coster         | Suzuki                  | Tony DiStefano    | Suzuki            |
| VII    | 1976 | Roger De Coster         | Suzuki                  | -                 | -                 |
| VIII   | 1977 | Roger De Coster         | Suzuki                  | -                 | -                 |
| IX     | 1978 | Bob Hannah              | Yamaha                  | -                 | -                 |

## Campions de la Trans-USA
| Edició | Any  | Campió        | Motocicleta |
| ------ | ---- | ------------- | ----------- |
| I      | 1979 | Kent Howerton | Suzuki      |
| II     | 1980 | Kent Howerton | Suzuki      |
| III    | 1981 | Broc Glover   | Yamaha      |
| IV     | 1982 | Dave Hollis   | Yamaha      |